# Paisaje protegido de la Sierra del Cuera
El Paisaje Protegido de la Sierra del Cuera, es un paisaje integrado en la red de espacios protegidos del Principado de Asturias, abarcando un extenso territorio de la zona oriental de Asturias con bosques, valles, laderas, cimas… que se extienden a lo largo de un terreno que afecta a cinco concejos de la comarca: Cabrales, Llanes, Peñamellera Alta, Peñamellera Baja y Ribadedeva. Podría definirse como un cordal litoral de alrededor de 40 km de longitud que se inicia en el río Sella y se va extendiendo cerca del mar hasta llegar al río Deva. De la figura de protección de Paisaje Protegido está excluido el sector occidental de la sierra, es decir, la superficie entre el río Bedón y el Sella.

## Descripción
Este Paisaje Protegido que se le conoce comúnmente como «El Cuera», es un ecosistema dotado de su propia fauna y flora que delimita dos espacios geográficos con diferente evolución tanto histórica como social: la «Marina llanisca» y el «Trascuera».
El Cuera es límite entre los concejos de Llanes y Ribadedeva, que se sitúan al norte, y los concejos de Cabrales, Peñamellera Alta y Peñamellera Baja, que se sitúan al sur. El perímetro del Paisaje Protegido es recorrido por carreteras: al norte la carretera N‐634 recorre la rasa llanisca, y al sur la regional AS‐114, recorre el valle del Cares por el surco prelitoral. Por su parte, transversalmente destacan otras carreteras: por el este destaca la N-621 que une los concejos de Ribadedeva y Peñamellera Baja, mientras por el oeste la regional AS-115, comunica Llanes con Cabrales a través del Altu de Ortigueru.
Se trata de una montaña de eje alargado y relieve suave generalmente ramal de una cordillera principal, es decir, lo que normalmente se conoce como “cordal”. En el caso concreto de El Cuera se trata de un cordal de caliza que discurre en paralelo a la costa oriental asturiana, siendo un ejemplo de sierra litoral en la que la cercanía al mar modifica las propias condiciones de la montaña.
Unos 133 km² de la sierra de Cuera están incluidos en la figura del paisaje protegido de la Sierra de Cuera.

### Geología
Destaca, desde el punto de vista geológico, que la Sierra del Cuera tenga un núcleo central formado por calizas paleozoicas, las cuales se han visto sometidas a un intenso modelado kárstico. La plataforma superior del Cuera presenta lapiaces, dolinas, uvalas, poljés, valles ciegos, simas entre otras formaciones kársticas. Las formaciones cuarcíticas, son escasas y se concentran en las partes bajas de ambas vertientes sobre todo en la vertiente septentrional, debido a su prolongación en las anchas sierras planas de la rasa.
La zona es inhóspita, lo cual ha provocado que prácticamente no haya poblamiento humano, siendo destacable, por su carácter único, el que se sitúa sobre la vertiente meridional, por ser la menos abrupta. Así, la aldea de El Mazuco –pueblo perteneciente al concejo de Llanes, a unos 350 m de altitud, situado en las inmediaciones de la carretera LLN-7, famoso por la encarnizada batalla que tuvo lugar allí durante la guerra civil del '36– se ubica en las primeras estribaciones siguiendo la hendidura de La Tornería. En cambio, al norte, la pendiente que presenta el cordal hace imposible localizar caserío alguno, concentrándose la población casi en exclusividad en las rasas costeras.
Su cima más alta es el pico Turbina, que alcanza los 1315 m.

### Vegetación
Sin duda, son sus características geológicas las que determinan fundamentalmente la vida vegetal del paisaje protegido de la Sierra de Cuera. Las zonas calizas, las fuertes vertientes septentrionales, el pastoreo intensivo y los constantes incendios, han dejado sin vida la zona rocosa. Pese a ello, se observan densos matorrales de aulaga, así como algunas avellanedas. También pueden encontrarse antiguos y degradados bosques de castaños.
La vida vegetal cambia al rebasar las cumbres del Cuera y entrar en los estrechos valles, que albergan praderas y brañas en las que se aprecia la presencia de fresnos, arces y espineras.
Destaca la masa boscosa situada en las laderas por encima de la Llosa de Viango hasta prácticamente la cumbre del Pico Turbina. Se trata de un hayedo éutrofo. Al suavizarse el relieve en la vertiente meridional, aparecen brañas y prados, que alternan con matorrales, encinares y en las zonas de litologías silíceas, que se ubican más bajas, pueden verse retazos de carballedas oligótrofas y rebollares.
Existe dentro del paisaje protegido de la Sierra de Cuera, especies vegetales protegidas, de entre las que cabe destacar, la ya mencionada encina (Quercus ilex), el helecho macho asturiano, y el helecho de los colchoneros.

### Fauna
Pese a la escasa presencia humana en la zona, parte de los grandes mamíferos que debieron poblarla en algún momento, tales como el lobo, fueron eliminados y han reaparecido sólo recientemente Por ello se han podido observar en la zona generalmente pequeños carnívoros, como zorros, martas o gatos monteses. También existen corzos y jabalíes.
De todos modos, el mayor interés desde el punto de vista de la fauna de la zona, lo tienen los diferentes grupos de rapaces diurnas como el azor, el halcón peregrino o el buitre común. También pueden observarse alimoches o águilas reales, especies que nidifican en la zona. Es muy interesante la presencia de ciertas especies de aves como los treparriscos y el roquero rojo.
Destaca también la presencia entre los invertebrados de interés de la babosa moteada. También cuenta la zona con más de 20 especies diferentes de anfibios y reptiles, siendo algunas de ellas endémicas de la península ibérica.